# Dieter Koulmann
Dieter Koulmann (4. prosince 1939, Blumberg - 26. července 1979, Blumberg) byl německý fotbalista, záložník. 

## Fotbalová kariéra
Začínal v týmu BSV 07 Schwenningen. V německé bundeslize hrál za FC Bayern Mnichov, Kickers Offenbach a MSV Duisburg, nastoupil ve 101 ligových utkáních a dal 15 gólů. V  Poháru vítězů pohárů nastoupil v 11 utkáních a dal 2 góly. S Bayernem vyhrál v roce 1967 Pohár vítězů pohárů. 

## Ligová bilance
| Ročník                                 | Zápasy | Góly | Klub              |
| -------------------------------------- | ------ | ---- | ----------------- |
| Německá fotbalová Bundesliga 1965/1966 | 27     | 5    | FC Bayern Mnichov |
| Německá fotbalová Bundesliga 1966/1967 | 22     | 2    | FC Bayern Mnichov |
| Německá fotbalová Bundesliga 1967/1968 | 28     | 5    | FC Bayern Mnichov |
| Německá fotbalová Bundesliga 1968/1969 | 22     | 3    | Kickers Offenbach |
| Německá fotbalová Bundesliga 1969/1970 | 2      | 0    | MSV Duisburg      |
| CELKEM Německá fotbalová Bundesliga    | 101    | 15   |                   |